# Lindavista, Frontera Comalapa
Lindavista är en ort i Mexiko.   Den ligger i kommunen Frontera Comalapa och delstaten Chiapas, i den sydöstra delen av landet, 800 km sydost om huvudstaden Mexico City. Lindavista ligger 570 meter över havet och antalet invånare är 396.
Terrängen runt Lindavista är platt åt sydost, men åt nordväst är den kuperad. Lindavista ligger nere i en dal. Runt Lindavista är det ganska tätbefolkat, med 90 invånare per kvadratkilometer. Närmaste större samhälle är Doctor Rodulfo Figueroa, 4,6 km sydost om Lindavista. Omgivningarna runt Lindavista är en mosaik av jordbruksmark och naturlig växtlighet.